# Morti nel 1128
| Questa pagina contiene informazioni ricavate automaticamente dalle voci biografiche con l'ausilio del template Bio e di un bot. L'aggiornamento è periodico e automatico e ricostruisce completamente la pagina. Se manca una persona in questa lista, sei pregato di non aggiungerla, ma accertati piuttosto che la sua voce biografica contenga il template Bio e che i dati anagrafici siano correttamente compilati. Se il template Bio manca, inseriscilo tu stesso o, in alternativa, metti l'avviso {{tmp\|Bio}} che ne segnala la mancanza. Se i dati riportati sono sbagliati, correggi direttamente la voce biografica; le modifiche saranno visibili in questa lista entro pochi giorni. Per chiarimenti vedi il progetto biografie. La lista contiene solo le 13 persone che sono citate nell'enciclopedia e per le quali è stato implementato correttamente il template Bio. Pagina aggiornata al 13 gen 2025. |

- 12 febbraio - Toghtigin, condottiero e politico turco
- 2 giugno - Pier Leoni, politico italiano
- 28 luglio - Guglielmo Cliton, nobile normanno (n. 1102)
- 10 agosto - Fujiwara no Kiyohira, militare giapponese (n. 1056)
- 5 settembre - Rainulfo Flambard, vescovo cattolico francese
- 14 settembre - Macario II di Alessandria, arcivescovo cristiano orientale egiziano
- 4 dicembre - Enrico II della marca del Nord, nobile tedesco (n. 1102)
- Aimone I di Ginevra, nobile franco
- Giovanni Baldesio, politico italiano (n. 1052)
- Costantino I di Torres
- Gerardo Primiero, vescovo cattolico italiano
- Guermondo di Picquigny, patriarca cattolico francese
- Ottaviano di Savona, vescovo cattolico italiano